# 撃剣興行

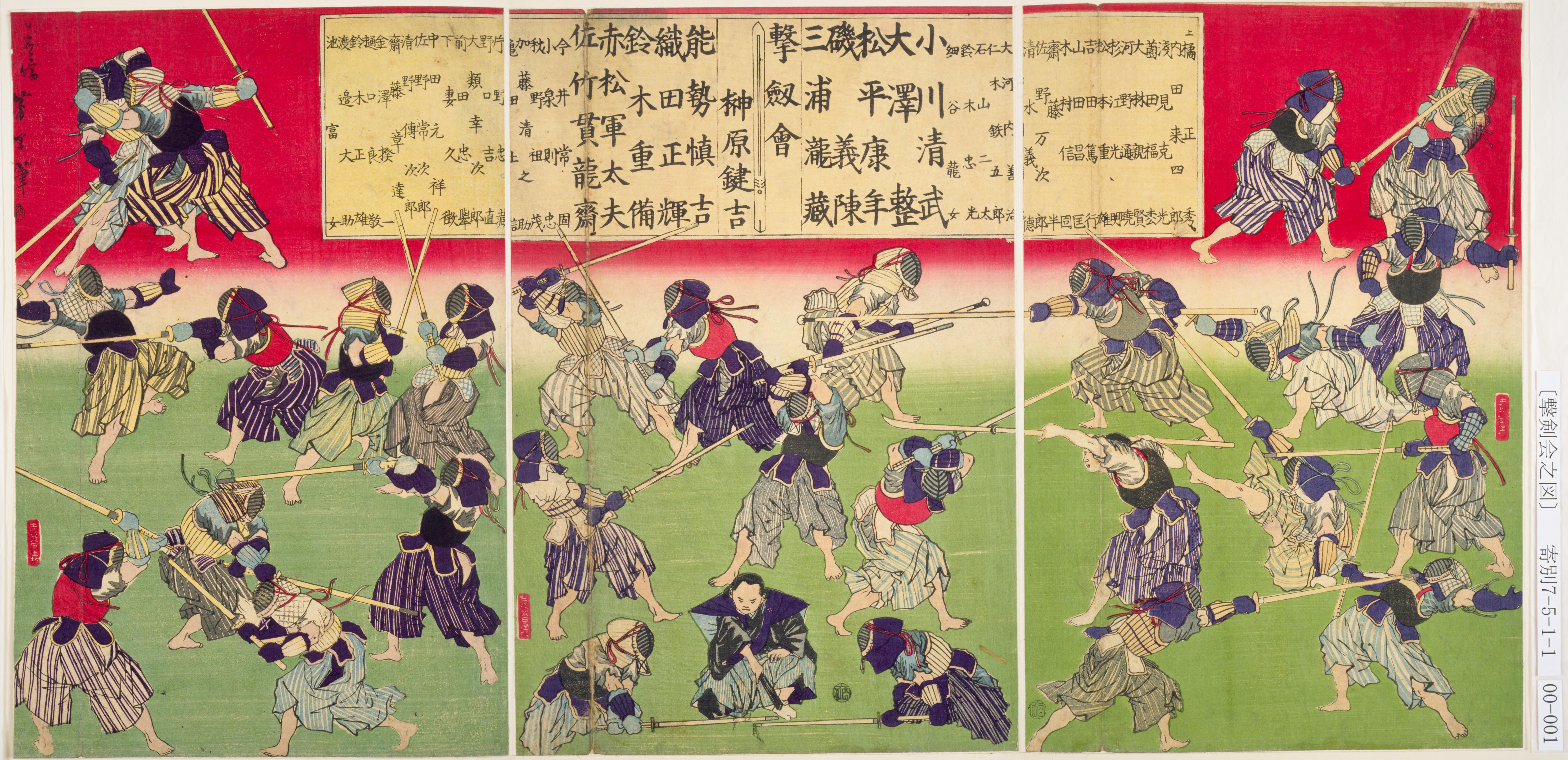
榊原撃剣会絵図。魁斎芳年筆

撃剣興行（げっけんこうぎょう）は、明治初期に剣術の試合を見世物として行った興行である。剣術ないし剣道の歴史上、明治維新期という、あらゆる物事に対する毀誉褒貶が短期間に何度も極端に入れ替わった特殊な世相を背景に発生成立したもので、短期間ではあったがその技と文化の継承に影響した。

## 概要
明治維新による改革（廃藩置県、秩禄処分、散髪脱刀令及び廃刀令）によって生活は困窮していった者がいた。特に西洋軍制の導入によって活躍の場を失った剣術指導を行っていた者は以前の職務を生活の糧に転じさせる術がなく深刻なものがあった。
これを憂えた旧江戸幕府の講武所剣術教授方（師範）であった榊原鍵吉は相撲興行を参考にして剣術を興行として、その木戸銭で収入を得させることを考案、東京府知事・大久保一翁もこれに賛同して、1873年（明治6年）4月。から10日間、東京浅草の左衛門河岸（現在の浅草橋駅西方）にて初めての撃剣興行を行った。来客は満員御礼を超えた。
土俵のような試合場に、派手な衣装の選手が東西に分かれ、呼出、行司、見分役を設けた。薙刀や剣舞なども登場した。撃剣興行は物珍しさからブームになり、番付や錦絵も売り出された。
これに刺激された2代目斎藤弥九郎（斎藤新太郎）、千葉東一郎、千葉之胤、島村勇雄、渡辺楽之助など他の剣術家も争って撃剣会を結成し撃剣興行を催した。その数は東京府内で37か所に上り、名古屋、久留米、大阪など全国各地に広まった。
しかし、興行の乱立によって質が低下して、更に勝敗の判定が素人には分かりにくくブームは短期間で終わった。また、政治運動の演説会の人集めのために開かれる興行も現れたため、いくかの県で撃剣興行は禁止された。
1877年（明治10年）頃に復活し始めたが、1879年（明治12年）、警視庁に撃剣世話掛を創設され巡査の撃剣稽古が奨励されるようになると、撃剣興行の剣客たちは警察に登用された。実力のある剣客を警察に引き抜かれた撃剣会は興行的魅力が無くなった。このため、撃剣会はこの頃から団体で各地を廻りながら、その土地の警察署で稽古し、興行を行うといった一種の団体武者修行のようなものに変質していった。

## 評価
肯定的側面もあれば否定的側面もあり、その評価は難しい。否定的側面としては、「剣術の見世物化」として剣の道を低く見るという批判や、客寄せのための派手な動作や異様な掛声などが、その後の剣道に悪影響を及ぼしたとする見方がある。一方、肯定的側面としては、難しい時代において、剣術の命脈を保ったものと評価されている。
高野佐三郎は次のように評している。
また、撃剣興行の悪影響を受けているとされる「引き上げ」について、済寧館における渡辺昇と海江田信義との異種試合を例として次のように評している。

## 小説
- 津本陽『明治撃剣会』